# Didymosella inopinata
Didymosella inopinata är en mossdjursart som beskrevs av Jean-Loup d'Hondt 1986. Didymosella inopinata ingår i släktet Didymosella och familjen Didymosellidae. Inga underarter finns listade i Catalogue of Life.